# غاي دويتشر
غاي دويتشر (مواليد سنة 1960) (بالعبرية: גיא דויטשר) هو لغوي إسرائيلي.

## مسيرته
هو زميل باحث فخري في جامعة مانشستر، وكان أستاذاً في قسم اللغات والثقافات في الشرق الأدنى القديم بجامعة لايدن في هولندا. حصل على شهادة البكالوريوس في الرياضيات من جامعة كامبريدج، قبل أن يحصل على درجة الدكتوراه في اللسانيات هناك. بعد ذلك أجرى أبحاثًا في اللسانيات التاريخية في كلية سانت جونز (كامبريدج).
هو والد ألما دويتشر، عازفة وملحنة، وطفلة عبقرية. 

## أعماله
- تجلي اللغة: جولة تطورية عبر أعظم اختراع إنساني
- عبر منظار اللغة: لم يبدو العالم مختلفا بلغات أخرى؟